# 羅伯特·派特森
羅伯特·帕特森（英語：Robert Paterson，1970年—）在美國紐約布法羅長大，是雕塑家和畫家的兒子。儘管羅伯特·帕特森最初學習的是敲擊樂，但他很快發現了對作曲的熱情，十三歲時創作了第一首作品。在1980年代後期，羅伯特·帕特森率先開發了一種新的演奏馬林巴琴的技術。 
羅伯特·帕特森擁有伊士曼音樂學院的音樂學士學位，印第安納大學的音樂碩士學位和康奈爾大學的音樂博士學位，他在眾多學院和大學開設過大師班，最近在柯蒂斯音樂學院（Curtis Institute of Music），阿斯彭音樂學校與音樂節，丹佛大學，紐約大學和克利夫蘭音樂學院授課。現時，羅伯特·帕特森與妻子維多利亞和兒子迪倫一起居住在紐約市。。

## 作品演奏會
1993年，他在伊士曼音樂學院（Eastman Music）舉辦了世界上首個六重奏的馬林巴琴獨奏音樂會，並於2012年在魯賓博物館（Rubin Museum）向人群發行了六首馬林巴琴音樂的首張專輯《六枝琴棍的馬林巴琴音樂》。2005年，羅伯特·帕特森創立了美國現代樂團（AME），通過生動活潑的主題節目把觀眾的注意力聚焦於美國音樂。他既是美國現代樂團的藝術總監，又是室內作曲家，經常為樂團貢獻新作品，並指揮由NAXOS發行的附屬唱片公司American Modern Recordings（AMR）。

## 合作過的樂團
羅伯特·帕特森的作品曾在各大樂團的音樂會中演出，包括：路易斯維爾樂團、明尼蘇達州樂團、美國作曲家樂團、奧斯丁交響樂團、佛蒙特州交響樂團、匹茲堡新音樂合奏團、紐約新音樂合奏團等，最近的演出包括由奧爾巴尼交響樂團委託的《幽靈劇院》。

## 著名音樂作品
羅伯特·派特森創作了多首音樂作品，著名作品如下：

### 敲擊樂作品
- 二元心(馬林巴琴作品)
- 森林陰影(馬林巴琴作品)
- 後記三首(馬林巴琴作品)
- 科莫多巨蜥(馬林巴琴作品)
- 摘錄序曲(敲擊樂六重奏作品)
- 牢房(敲擊樂二重奏作品)

### 管弦樂團作品
- 黑暗山
- 電線
- 開明的城市